# Tamara Abowa
Tamara Jewgienjewna Abowa ros. Тамара Евгеньевна Абова (ur. w 1927) – radziecka i rosyjska prawnik, doktor nauk prawnych (1986). 
W 1949 ukończyła Moskiewski Instytut Prawa. Od 1964 pracowała w Instytucie Państwa i Prawa Akademii Nauk ZSRR, jednocześnie od 1973 była profesorem Moskiewskiego Państwowego Instytutu Spraw Międzynarodowych. 
Prowadziła prace z dziedziny praw obywatelskich i prawa międzynarodowego, prawa gospodarczego przedsiębiorstw i z zakresu prawa arbitrażowego w ZSRR .